# نووموناسیپوو
نووموناسیپوو (انگلیسی: Novomunasipovo) یک شهرک در شهرستان بورزیانسکی باشقیرستان کشور روسیه است.